# Christo Jasenow
Christo Jasenow, bułg. Христо Ясенов, właśc. Christo Pawłow Tudżarow (ur. 24 grudnia 1889 w Etropolu, zm. kwiecień 1925 w Sofii) − bułgarski poeta, działacz komunistyczny, członek Bułgarskiej Partii Komunistycznej. Po zamachu bombowym w cerkwi „Sweta Nedelja” został uwięziony i zaginął bez śladu.

## Życiorys
Urodził się w miejscowości Etropole, gdzie uczęszczał do szkoły podstawowej. Uczył się następnie w gimnazjum w Kopriwszticy, w szkole handlowej w Swisztowie. Ostatecznie szkołę średnią ukończył we Wracy w 1907 roku. Od najmłodszych lat przejawiał talenty artystyczne, rysował i pisał wiersze publikowane w pisemkach szkolnych.
W 1907 podjął naukę w szkole artystycznej w Sofii. Pod wpływem Antona Straszimirowa, uznanego pisarza, którego poznał w 1909 roku rozpoczął współpracę z czasopismem literackim „Nasz żiwot”. Straszimirow jest autorem pseudonimu (Jasenow), pod którym młody pisarz stał się znany w kręgach literackich. W tym też czasie powstały utwory Jasenowa, utrzymane w poetyce symbolizmu. Zostały one zebrane w jedynym tomiku wierszy zatytułowanym Ricarski zamyk i wydane w 1921 roku. 
Pod wpływem wydarzeń politycznych (wojny bałkańskie, I wojna światowa) Jasenow związał się (1919) z partią komunistyczną. Porzucił koncepcję „sztuka dla sztuki” i zwrócił się ku satyrze politycznej. Na łamach lewicowego czasopisma „Czerwen smjach” którego wraz z Krumem Kjulawkowem był założycielem, publikował swoje felietony. Poznał wówczas Christo Smirnenskiego.
Będąc członkiem BKP wziął udział w powstaniu wrześniowym 1923 roku, zaś po klęsce, został w marcu 1924 roku internowany w miejscowości Gorna Dżumaja. Ze względu na liczne protesty kręgów artystycznych wypuszczono go już na początku kwietnia. Sześć dni po zamachu bombowym w cerkwi Sweta Nedelja (16 kwietnia 1925) Jasenow został aresztowany. Zaginął bez śladu, najprawdopodobniej został rozstrzelany.

## Twórczość
Jedyny opublikowany za życia Jasenowa tom, Ricarski zamyk (1921), zawiera utwory wywodzące się z poetyki bułgarskiego symbolizmu. Są to w większości teksty, powstałe w latach 1909-1912 i publikowane na łamach prasy literackiej do 1919 roku, inspirowane koncepcją „sztuki czystej”, opiewające piękno przyrody, wyrażające tęsknotę za światem nadnaturalnym, fantastycznym.
Jako członek BKP, Jasenow odrzucił koncepcje symbolistyczne i zaczął uprawiać twórczość zaangażowaną społecznie i politycznie, pisząc obok satyry, humoresek i felietonów, także poezję rewolucyjną. Do najwyrazistszych utworów z tego okresu twórczości należy wiersz Petrograd (1917), napisany pod wpływem wydarzeń związanych z rewolucją październikową.
Prócz utworów literackich, dziedzictwo artystyczne Jasenowa stanowią również obrazy, są to głównie portrety, wśród których jest m.in. portret Antona Straszimirowa. 
Na język polski przetłumaczono wybrane wiersze. Zostały zamieszczone w Antologii poezji bułgarskiej w opracowaniu Seweryna Pollaka (Warszawa 1954) oraz w zbiorze Niewidzialne skrzydła: Antologia poezji bułgarskiej od IX wieku do roku 1944 w opracowaniu Wojciecha Gałązki (Warszawa 1987).